# تشاو ليانغ (لاعب سيرك)
تشاو ليانغ (بالصينية المبسطة: 赵亮)‏ هو لاعب سيرك ‏ صيني، ولد في 1982 في بويانغ في الصين.